# Apostasioideae
Die Apostasioideae sind eine Unterfamilie der Familie der Orchideen (Orchidaceae). Mit nur 17 Arten in zwei Gattungen stellt sie die kleinste der fünf Unterfamilien dieser Pflanzenfamilie dar. Zugleich gelten die in ihr versammelten Arten als die ursprünglichsten aller Orchideen.

## Merkmale
Alle Vertreter der Apostasioideae sind kleine ausdauernde, krautige Pflanzen. Die Wurzeln besitzen kein Velamen. Die Blätter sind spiralig entlang der schlanken Stängel angeordnet. In der Knospe sind die Blätter gerollt, die Blattspreite ist plikat. Es gibt kein Trenngewebe zwischen Blatt und Spross.
Die Blütenstände der Apostasioideae sind endständig und einfach oder razemös verzweigt. Die Blüten stehen spiralig am Spross, sie sind klein und weiß, gelblich bis gelb gefärbt, manchmal resupiniert. Die Tragblätter sind relativ groß und laubblattartig. Die Blütenblätter stehen in zwei dreizähligen Kreisen, die Spezialisierung eines Blütenblatts als Labellum ist nur schwach ausgeprägt (Neuwiedia) oder fehlt (Apostasia). Der Fruchtknoten ist unterständig und dreikammerig. Der schmale Griffel endet in einer Narbe, die drei gleich gestaltete Narbenlappen aufweist. Es sind zwei oder drei fruchtbare Staubblätter vorhanden. Das mittlere Staubblatt kann voll ausgebildet, verkleinert, zu einem unfruchtbaren Staminodium verkümmert sein oder ganz fehlen. Die Staubfäden sind am Grund miteinander und mit dem Griffel verwachsen. Die länglichen Staubbeutel enthalten den pudrigen Pollen, die einzelnen Pollenkörner sind nicht miteinander verklebt. Die Früchte sind zumeist Kapselfrüchte, selten aber auch beerenähnlich. Sie enthalten zahlreiche rundliche Samen, die etwa 300 µm groß und mit einer harten Samenschale versehen sind.
Es wurden Chromosomenzahlen von 2n=48 bei Apostasia und 2n=96 bei Neuwiedia festgestellt, Okada folgert daraus eine Grundzahl von x=12. Die Chromosomen sind sehr klein.
Bei einigen Arten findet Selbstbestäubung statt, andere werden von Bienen bestäubt, die durch Vibrationen in der Blüte den Pollen herauslösen.

## Verbreitung und Habitat
Die Arten der Apostasioideae finden sich ausschließlich in Asien von Nepal, Süd-China und Japan bis nach Neuguinea und im äußersten Norden von Queensland, Australien. Sie wachsen dort in immerfeuchten Klimata in Wäldern, die zwischen 200 und 2200 m hoch liegen.

## Systematik
Obgleich die innere Systematik der beiden Gattungen und ihre Verwandtschaft zueinander meist unbestritten war, ist die taxonomische Position der Unterfamilie vielfach diskutiert worden. Hauptsächlich umstritten ist dabei die Frage, ob die Apostasioideae tatsächlich in die Familie der Orchideen eingegliedert sein sollte oder als eine eigene Familie Apostasiaceae bzw. Neuwiediaceae anzusehen sei. Molekulargenetische Untersuchungen stützen die Eingliederung in die Orchidaceae und bestätigen die Verwandtschaft der beiden Gattungen. Eine Stellung als Schwestertaxon zu allen anderen Orchideen wird diskutiert.
- Apostasia Blume
- Neuwiedia Blume